# Platycnemis kervillei
Platycnemis kervillei är en trollsländeart som först beskrevs av Martin 1909.  Platycnemis kervillei ingår i släktet Platycnemis och familjen flodflicksländor. IUCN kategoriserar arten globalt som livskraftig. Inga underarter finns listade i Catalogue of Life.